# Výčapy-Opatovce
Výčapy-Opatovce (Hongaars: Vicsápapáti) is een Slowaakse gemeente in de regio Nitra, en maakt deel uit van het district Nitra.
Výčapy-Opatovce telt 2.185 inwoners.